# زن (فیلم ۲۰۰۵)
زن (انگلیسی: Female) یک فیلم به کارگردانی شینیا تسوکاموتو است که در سال ۲۰۰۵ منتشر شد. از بازیگران آن می‌توان به ساکی تاکائوکا، چیهیرو اوتسوکا، و اری ایشیدا اشاره کرد.